# Royal St George's Golf Club
Royal St George's Golf Club er en af de fineste golfklubber i Storbritannien og en af banerne, som skiftes til at være vært for The Open Championship. Banen har lagt græs til 13 udgaver af The Open siden 1894, da den blev den første klub uden for Skotland, der var vært for mesterskabet. Følgende spillere er blevet mestre på banen: Darren Clarke, Ben Curtis, Greg Norman, Sandy Lyle, Bill Rogers, Bobby Locke, Reg Whitcombe, Henry Cotton, Walter Hagen (to gange), Harry Vardon (to gange), Jack White og John Henry Taylor. Banen har også været vært for The Amateur Championship 13 gange. 
Klubben ligger i Sandwich, Kent, England og blev grundlagt i 1887 i et område med vilde klitter. Mange af banens huller har blinde slag, men efter flere modifikationer i det 20. århundrede, er de fleste urimelige situationer elimineret. Klubbens udfordringspokal stammer fra 1888 og er et af golfsportens ældste trofæer. Der er blevet spillet om trofæet hver år, bortset fra i krigsår. Banen indeholder også den dybeste bunker i mesterskabsgolf på fjerde hul..
Forfatteren Ian Fleming brugte Royal St. George's-banen under navnet "Royal St. Marks" i sin roman Goldfinger fra 1959.
Royal St George's ligger på samme kyststrækning som Royal Cinque Ports Club og er nabo til Prince's Golf Club – begge er tidligere værtsbaner for The Open Championship.